# Burgruine Neuburg (Koblach)
Die Burgruine Neuburg ist die Ruine einer Höhenburg auf dem gleichnamigen Inselberg in der Rheintalebene in der Gemeinde Koblach in Vorarlberg.

## Geschichte
Die Burg wurde im Jahre 1152 erstmals urkundlich im welfischen Besitz genannt, 1191 wurde sie eine staufische Burg. Seit ca. 1268 stand sie unter der Herrschaft der Familie der Reichsritter Thumb von Neuburg. Hugo Thumb von Neuburg verkaufte zusammen mit seinem Bruder Schicker am 8. April 1363 die Burg und Herrschaft Neuburg an die Habsburger. 
Danach kamen Burg und Herrschaft unter die Verwaltung von Vögten oder (über Pfandvergabe unter) Grafen (1405 Grafen von Montfort, 1589 Grafen von Hohenems, 1679 Grafen von Clary-Aldringen). Ende Jänner 1445 fand im Rahmen des Alten Zürichkriegs vor der Neuburg das Gefecht bei Koblach statt.
Im 15. Jahrhundert erfolgten Umbauten und Erweiterungen wie der Einschub von zwei halbrunden Rondellen mit Geschützscharten im Osten, um 1500 dann der Einbau eines mächtigen Geschützrondells im Süden, im Norden erfolgte mittels Anschüttung die Errichtung einer inneren Standfläche für Kleingeschütze. Der Westen wurde auf einem erhöhten Felskopf von der Hochburg gesichert, welche im 12. Jahrhundert gebaut wurde, und im 13. Jahrhundert im Süden um einen Palas erweitert wurde.
Nach der Eroberung von Bregenz am 4. Jänner 1647 durch die Schweden, wurde die gut ausgerüstete Neuburg, die nur von einem Soldaten bewacht wurde, kampflos eingenommen. 
Etwa 90 schwedische Soldaten nahmen daraufhin Quartier in der Neuburg. Karl Friedrich von Hohenems und später der General Adrian von Enkevort belagerten mit Truppen die Burg erfolglos und beschädigten dabei die Burg. 
Am 23. Mai 1647 zogen die Schweden von der Neuburg ab, woraufhin am 6. Juni 1647 Reparaturarbeiten an der Burg begannen, die im September 1651 abgeschlossen waren und teilweise im Frondienst erfolgten.
Die Burg wurde im Jahre 1744 aus der Nutzung genommen und im Jahre 1769 abgebrochen. Ab 1956 werden Erhaltungsarbeiten an der Burgruine durchgeführt. Im Jahre 2023 konnte mit der Restaurierung eines Teils der Ringmauer die 22. Etappe der Erhaltungsarbeiten abgeschlossen werden.

## Anlage
Die weitläufigen Umfassungsmauern und Vorbefestigungen wurden an die steilen Flanken des Inselberges angepasst und verliefen damit unregelmäßig. Der Zugang erfolgte im Süden durch einen schmalen Torzwinger. Aufgrund der Mauerstrukturen der noch vorhandenen Fundamente gilt die Errichtung im 13. und 14. Jahrhundert als gesichert.
Das Baumaterial der Neuburg stammt aus der unmittelbaren Umgebung. Der unterste Teil besteht aus Findlingen aus der Ablationsmoräne des Rhein-/Illgletschers, die vermutlich bei der Planierung des Bauplatzes gewonnen wurden. Im oberen Bereich wurde Schrattenkalk eingesetzt. Dieser konnte aus einem Steinbruch in der Nähe des ehemaligen Burgeinganges gebrochen werden. 
Die Fensterlaibungen bestehen aus Quellsinter (Kalktuff), dessen mögliches Herkunftsgebiet der Kalkofenbach bei Götzis sein könnte. Der Kalk wurde auf der Burg selbst gebrannt. Zur Wasserversorgung bestand eine mit Quadern ausgemauerte Filter-Zisterne.

## Trivia
Unterhalb der Ruine fand 1970 das alternative Open-Air-Festival Flint mit 1000 Jugendlichen statt, das regionalen Legenden-Status erlangte. Eine Wiederholung im Folgejahr wurde 10 Tage vor Festivalbeginn durch die Gemeinde verboten.